# فهرست کشورها بر پایه اندازه شبکه جاده
این فهرست کشورها بر پایه اندازه مجمموع هر دو هموار شبکه جاده ای، بر اساس کتاب حقایق جهان منتشر شده‌است.
| رتبه | کشور                      | طول جاده (کیلومتر) | طول آزادراه (کیلومتر) | تاریخ ثبت اطلاعات |
| ---- | ------------------------- | ------------------ | --------------------- | ----------------- |
| ۱    | ایالات متحده آمریکا       | ۶,۷۲۲,۳۴۷          | ۷۷,۰۱۷                | ۲۰۱۷              |
| ۲    | هند                       | ۵٬۴۷۲٬۱۴۴          | ۱٬۳۲۴                 | ۲۰۱۵              |
| ۳    | چین                       | ۴,۶۹۶,۳۰۰          | ۱۳۱,۰۰۰               | ۲۰۱۷              |
| ۴    | برزیل                     | ۱٬۷۵۱٬۸۶۸          | ۱۱٬۰۰۰                | ۲۰۱۳              |
| ۵    | روسیه                     | ۱٬۳۹۶٬۰۰۰          | ۸۰۶                   | ۲۰۱۶              |
| ۶    | ژاپن                      | ۱٬۲۱۵٬۰۰۰          | ۸٬۰۵۰                 | ۲۰۱۲              |
| ۷    | کانادا                    | ۱,۰۴۲,۳۰۰          | ۱۷,۰۰۰                | ۲۰۱۳              |
| ۸    | فرانسه                    | ۱٬۰۲۸٬۴۴۶          | ۱۱٬۸۸۲                | ۲۰۱۳              |
| ۹    | تایلند                    | ۱٬۰۰۴٬۳۱۰          | ۵۴۵                   | ۲۰۱۶              |
| ۱۰   | آفریقای جنوبی             | ۹۴۷٬۰۱۴            | ۱٬۴۰۰                 | ۲۰۱۴              |
| ۱۱   | استرالیا                  | ۸۲۳٬۲۱۷            | ۳٬۱۳۲                 | ۲۰۱۱              |
| ۱۲   | اسپانیا                   | ۶۸۳٬۱۷۵            | ۱۶٬۵۸۳                | ۲۰۱۳              |
| ۱۳   | آلمان                     | ۶۴۴٬۴۸۰            | ۱۲٬۹۱۷                | ۲۰۱۳              |
| ۱۴   | سوئد                      | ۵۷۹,۵۶۴            | ۲,۰۵۰                 | ۲۰۱۴              |
| ۱۵   | اندونزی                   | ۵۱۷,۶۶۳            | ۹۹۴                   | ۲۰۱۷              |
| ۱۶   | ایتالیا                   | ۴۸۷٬۷۰۰            | ۶٬۷۵۸                 | ۲۰۱۳              |
| ۱۷   | فنلاند                    | ۴۵۴,۰۰۰            | ۸۶۳                   | ۲۰۱۵              |
| ۱۸   | ترکیه                     | ۴۲۶,۹۰۶            | ۲,۲۸۹                 | ۲۰۱۰              |
| ۱۹   | لهستان                    | ۴۲۳,۹۹۷            | ۳,۴۲۱.۷               | ۲۰۱۷              |
| ۲۰   | بریتانیا                  | ۴۲۲,۳۱۰            | ۳,۷۶۴                 | ۲۰۱۶              |
| ۲۱   | مکزیک                     | ۳۸۹,۳۴۵            | ۱۵,۲۸۳                | ۲۰۱۴              |
| ۲۲   | ایران                     | ۲۹۱۰۱۴             | ۳,۲۴۹                 | ۲۰۲۴              |
| ۲۳   | پاکستان                   | ۲۶۲,۲۵۶            | ۷۰۸                   | ۲۰۱۴              |
| ۲۴   | آرژانتین                  | ۲۳۱٬۳۷۴            | ۷۳۴                   | ۲۰۰۴              |
| ۲۵   | عربستان سعودی             | ۲۲۱٬۳۷۲            | ۳٬۸۹۱                 | ۲۰۰۶              |
| ۲۶   | فیلیپین                   | ۲۱۷٬۴۵۶            | ۴۱۷٫۶                 | ۲۰۱۶              |
| ۲۷   | مجارستان                  | ۲۰۶٬۶۳۳            | ۱۸۸۴                  | ۲۰۱۵              |
| ۲۸   | ویتنام                    | ۱۹۹,۵۶۷            | ۲۲۳                   | ۲۰۱۷              |
| ۲۹   | نیجریه                    | ۱۹۳٬۲۰۰            |                       | ۲۰۰۹              |
| ۳۰   | ازبکستان                  | ۱۸۳,۴۹۶            |                       | ۲۰۱۴              |
| ۳۱   | اوکراین                   | ۱۶۹٬۴۹۶            | ۱۹۹                   | ۲۰۱۰              |
| ۳۲   | کنیا                      | ۱۶۱٬۴۱۵            |                       | ۲۰۱۴              |
| ۳۳   | بلژیک                     | ۱۵۴٬۰۱۲            | ۱٬۷۵۶                 | ۲۰۱۰              |
| ۳۴   | جمهوری دموکراتیک کنگو     | ۱۵۳٬۴۹۷            |                       | ۲۰۰۴              |
| ۳۵   | مالزی                     | ۱۴۴٬۴۰۳            | ۱٬۸۲۱                 | ۲۰۱۳              |
| ۳۶   | هلند                      | ۱۴۱٬۳۷۴            | ۲٬۸۰۸                 | ۲۰۱۰              |
| ۳۷   | کلمبیا                    | ۱۴۰٬۶۷۲            |                       | ۲۰۱۲              |
| ۳۸   | پرو                       | ۱۳۹٬۲۹۵            | ۲٬۷۵۸                 | ۲۰۱۲              |
| ۳۹   | مصر                       | ۱۳۷,۴۳۰            | ۱,۰۳۴                 | ۲۰۱۰              |
| ۴۰   | جمهوری چک                 | ۱۳۰٬۶۷۱            | ۱٬۲۱۳                 | ۲۰۱۶              |
| ۴۱   | اتریش                     | ۱۲۴٬۵۰۸            | ۱٬۷۱۹                 | ۲۰۱۲              |
| ۴۲   | یونان                     | ۱۱۶,۹۸۶            | ۲,۵۲۰                 | ۲۰۱۷              |
| ۴۳   | سری‌لانکا                  | ۱۱۴٬۰۹۳            | ۱۶۵                   | ۲۰۱۴              |
| ۴۴   | الجزایر                   | ۱۱۳٬۶۵۵            | ۱٬۳۹۴                 | ۲۰۱۴              |
| ۴۵   | اتیوپی                    | ۱۱۰,۴۱۴            | ۸۴.۷                  | ۲۰۱۵              |
| ۴۶   | غنا                       | ۱۰۹٬۵۱۵            |                       | ۲۰۰۹              |
| ۴۷   | کره جنوبی                 | ۱۰۶,۴۱۴            | ۴,۰۴۴                 | ۲۰۱۲              |
| ۴۸   | لیبی                      | ۱۰۰٬۰۲۴            |                       | ۲۰۰۳              |
| ۴۹   | زیمبابوه                  | ۹۷٬۴۱۸             | ۱۲                    | ۲۰۱۲              |
| ۵۰   | قزاقستان                  | ۹۷٬۲۶۷             |                       | ۲۰۰۲              |
| ۵۱   | ونزوئلا                   | ۹۶٬۶۰۲             | ۱٬۲۲۴                 | ۲۰۱۳              |
| ۵۲   | جمهوری ایرلند             | ۹۶٬۱۵۵             | ۱۰۱۷                  | ۲۰۱۶              |
| ۵۳   | بلاروس                    | ۹۴,۷۹۷             | ۵۰۵                   | ۲۰۱۴              |
| ۵۴   | نیوزیلند                  | ۹۴٬۱۶۰             | ۱۹۹                   | ۲۰۱۲              |
| ۵۵   | نروژ                      | ۹۳٬۸۷۰             | ۴۰۷                   | ۲۰۱۴              |
| ۵۶   | رومانی                    | ۸۶,۴۷۲             | ۷۴۶                   | ۲۰۱۷              |
| ۵۷   | تانزانیا                  | ۸۶٬۰۶۰             |                       | ۲۰۱۵              |
| ۵۸   | لیتوانی                   | ۸۴,۱۶۶             | ۳۰۹                   | ۲۰۱۴              |
| ۵۹   | پرتغال                    | ۸۲٬۹۰۰             | ۲٬۹۹۲                 | ۲۰۱۳              |
| ۶۰   | ساحل عاج                  | ۸۱٬۹۹۶             |                       | ۲۰۰۷              |
| ۶۱   | بولیوی                    | ۸۰٬۴۸۸             |                       | ۲۰۱۰              |
| ۶۲   | شیلی                      | ۷۷٬۷۶۴             | ۲٬۳۸۷                 | ۲۰۱۰              |
| ۶۳   | دانمارک                   | ۷۷٬۷۳۲             |                       | ۲۰۱۰              |
| ۶۴   | پاراگوئه                  | ۷۳٬۹۲۹             | ۱٬۱۴۳                 | ۲۰۱۲              |
| ۶۵   | یمن                       | ۷۲٬۴۴۰             |                       | ۲۰۱۳              |
| ۶۶   | سوئیس                     | ۷۱٬۴۵۴             | ۱٬۸۲۴                 | ۲۰۱۴              |
| ۶۷   | لتونی                     | ۷۱٬۳۰۰             |                       | ۲۰۰۵              |
| ۶۸   | سوریه                     | ۶۹٬۸۷۳             | ۱٬۱۰۳                 | ۲۰۱۰              |
| ۶۹   | عمان                      | ۶۰٬۲۴۰             | ۱٬۹۴۳                 | ۲۰۱۲              |
| ۷۰   | ترکمنستان                 | ۵۹٬۶۲۳             |                       | ۲۰۱۲              |
| ۷۱   | عراق                      | ۵۸٬۵۹۲             |                       | ۲۰۰۲              |
| ۷۲   | استونی                    | ۵۸٬۴۱۲             | ۱۱۵                   | ۲۰۱۱              |
| ۷۳   | جمهوری آذربایجان          | ۵۸٬۳۹۵             | ۱٬۸۰۰                 | ۲۰۱۶              |
| ۷۴   | مراکش                     | ۵۷,۳۳۴             | ۱۵۸۸                  | ۲۰۱۵              |
| ۷۵   | کوبا                      | ۵۲,۲۰۲             | ۶۵۴                   | ۲۰۰۷              |
| ۷۶   | آنگولا                    | ۵۱٬۴۲۹             |                       | ۲۰۰۱              |
| ۷۷   | مغولستان                  | ۵۱٬۳۵۰             |                       | ۲۰۱۱              |
| ۷۸   | کامرون                    | ۴۴٬۳۵۹             |                       | ۲۰۰۷              |
| ۷۹   | گینه                      | ۴۴٬۳۴۸             |                       | ۲۰۰۳              |
| ۸۰   | صربستان                   | ۴۴٬۲۴۸             | ۶۲۰                   | ۲۰۱۳              |
| ۸۱   | نامیبیا                   | ۴۴٬۱۳۸             |                       | ۲۰۱۰              |
| ۸۲   | افغانستان                 | ۴۳٬۹۱۶             |                       | ۲۰۱۰              |
| ۸۳   | اسلوونی                   | ۴۳٬۶۷۰             | ۶۱۲                   | ۲۰۰۷              |
| ۸۴   | اکوادور                   | ۴۲٬۱۵۰             |                       | ۲۰۰۶              |
| ۸۵   | تایوان                    | ۴۱,۴۷۵             | ۹۸۸                   | ۲۰۱۴              |
| ۸۶   | زامبیا                    | ۴۰٬۴۵۴             |                       | ۲۰۱۰              |
| ۸۷   | چاد                       | ۴۰٬۲۳۱             |                       | ۲۰۱۶              |
| ۸۸   | بلغارستان                 | ۴۰٬۰۰۰             | ۸۰۵                   | ۲۰۱۱              |
| ۸۹   | کامبوج                    | ۵۵,۰۰۰             |                       | ۲۰۱۴              |
| ۹۰   | لائوس                     | ۳۹٬۵۶۸             |                       | ۲۰۰۹              |
| ۹۱   | کاستاریکا                 | ۳۹٬۰۱۸             | ۷۷                    | ۲۰۱۰              |
| ۹۲   | اسلواکی                   | ۳۸٬۹۸۵             | ۷۶۹                   | ۲۰۱۲              |
| ۹۳   | میانمار                   | ۳۴٬۴۷۶             |                       | ۲۰۱۰              |
| ۹۴   | بنگلادش                   | ۳۴٬۳۷۷             | ۳۵۸                   | ۲۰۱۰              |
| ۹۵   | قرقیزستان                 | ۳۴٬۰۰۰             |                       | ۲۰۰۷              |
| ۹۶   | موزامبیک                  | ۳۲٬۰۵۹             |                       | ۲۰۱۰              |
| ۹۷   | اروگوئه                   | ۳۰٬۳۳۱             |                       | ۲۰۰۹              |
| ۹۸   | کرواسی                    | ۲۹٬۴۱۰             | ۱٬۲۵۴                 | ۲۰۱۱              |
| ۹۹   | تاجیکستان                 | ۲۷٬۷۶۷             |                       | ۲۰۰۰              |
| ۱۰۰  | پورتوریکو                 | ۲۶٬۸۶۲             | ۴۵۴                   | ۲۰۱۲              |
| ۱۰۱  | کره شمالی                 | ۲۵٬۵۵۴             |                       | ۲۰۰۶              |
| ۱۰۲  | بوسنی و هرزگوین           | ۲۳٬۸۹۷             |                       | ۲۰۱۲              |
| ۱۰۳  | نیکاراگوئه                | ۲۲٬۹۲۶             | ۱۳۰                   | ۲۰۱۵              |
| ۱۰۴  | مالی                      | ۲۲٬۴۷۴             |                       | ۲۰۰۹              |
| ۱۰۵  | سومالی                    | ۲۲٬۱۲۱             |                       | ۲۰۱۱              |
| ۱۰۶  | جامائیکا                  | ۲۲٬۱۰۰             |                       | ۲۰۰۰              |
| ۱۰۷  | ماداگاسکار                | ۲۱٬۲۶۹             | ۷۱۴                   | ۲۰۱۴              |
| ۱۰۸  | گرجستان                   | ۲۰,۴۲۴             | ۱۲۹                   | ۲۰۱۱              |
| ۱۰۹  | جمهوری آفریقای مرکزی      | ۲۰٬۲۷۸             |                       | ۲۰۱۰              |
| ۱۱۰  | قبرس                      | ۲۰٬۰۰۶             | ۲۴۹                   | ۲۰۱۱              |
| ۱۱۱  | اوگاندا                   | ۲۰٬۰۰۰             |                       | ۲۰۱۱              |
| ۱۱۲  | جمهوری دومینیکن           | ۱۹٬۷۰۵             |                       | ۲۰۰۲              |
| ۱۱۳  | تونس                      | ۱۹٬۴۱۸             | ۳۵۷                   | ۲۰۰۸              |
| ۱۱۴  | نیجر                      | ۱۸٬۹۴۹             |                       | ۲۰۰۸              |
| ۱۱۵  | اسرائیل                   | ۱۸٬۵۶۶             | ۴۴۹                   | ۲۰۱۱              |
| ۱۱۶  | آلبانی                    | ۱۸٬۰۰۰             |                       | ۲۰۰۲              |
| ۱۱۷  | بوتسوانا                  | ۱۷٬۹۱۶             |                       | ۲۰۱۱              |
| ۱۱۸  | جمهوری کنگو               | ۱۷٬۲۸۹             |                       | ۲۰۰۴              |
| ۱۱۹  | نپال                      | ۱۷٬۲۸۲             |                       | ۲۰۰۷              |
| ۱۲۰  | بنین                      | ۱۶٬۰۰۰             |                       | ۲۰۰۶              |
| ۱۲۱  | مالاوی                    | ۱۵٬۴۵۰             |                       | ۲۰۱۱              |
| ۱۲۲  | بورکینافاسو               | ۱۵٬۲۷۲             |                       | ۲۰۱۰              |
| ۱۲۳  | پاناما                    | ۱۵,۱۳۷             | ۱۴۹                   | ۲۰۱۰              |
| ۱۲۴  | مقدونیه شمالی             | ۱۴٬۷۴۲             |                       | ۲۰۱۲              |
| ۱۲۵  | هندوراس                   | ۱۴٬۰۳۸             | ۲۵۹                   | ۲۰۱۲              |
| ۱۲۶  | سنگال                     | ۱۴٬۰۰۸             | ۱۰                    | ۲۰۰۶              |
| ۱۲۷  | ایسلند                    | ۱۲٬۸۹۰             |                       | ۲۰۱۲              |
| ۱۲۸  | سودان                     | ۱۲٬۳۲۲             |                       | ۲۰۰۴              |
| ۱۲۹  | توگو                      | ۱۱٬۹۰۰             |                       | ۲۰۰۰              |
| ۱۳۰  | بوروندی                   | ۱۱٬۶۵۲             |                       | ۲۰۰۷              |
| ۱۳۱  | گواتمالا                  | ۱۱٬۵۰۱             | ۱۲۷                   | ۲۰۱۰              |
| ۱۳۲  | سیرالئون                  | ۱۱٬۳۰۰             |                       | ۲۰۰۲              |
| ۱۳۳  | السالوادور                | ۱۰٬۸۸۶             | ۱۰                    | ۲۰۱۲              |
| ۱۳۴  | موریتانی                  | ۱۰٬۶۲۸             |                       | ۲۰۱۰              |
| ۱۳۵  | لیبریا                    | ۱۰٬۶۰۰             |                       | ۲۰۰۰              |
| ۱۳۶  | قطر                       | ۱۰٬۵۷۸             |                       | ۲۰۱۳              |
| ۱۳۷  | بوتان (کشور)              | ۹٬۸۳۰              |                       | ۲۰۱۰              |
| ۱۳۸  | مولدووا                   | ۹٬۳۵۲              |                       | ۲۰۱۲              |
| ۱۳۹  | پاپوآ گینه نو             | ۹٬۳۴۹              |                       | ۲۰۱۱              |
| ۱۴۰  | گابن                      | ۹٬۱۷۰              |                       | ۲۰۰۴              |
| ۱۴۱  | ترینیداد و توباگو         | ۸٬۳۲۰              | ۹۵                    | ۲۰۰۱              |
| ۱۴۲  | گویان                     | ۷٬۹۷۰              |                       | ۲۰۰۱              |
| ۱۴۳  | ارمنستان                  | ۷٬۷۹۲              |                       | ۲۰۱۳              |
| ۱۴۴  | مونته‌نگرو                 | ۷٬۷۶۳              |                       | ۲۰۱۰              |
| ۱۴۵  | لبنان                     | ۷٬۲۰۳              |                       | ۲۰۱۱              |
| ۱۴۶  | اردن                      | ۶٬۹۷۰              | ۱۷۰                   | ۲۰۰۵              |
| ۱۴۷  | کوزوو                     | ۶٬۹۵۵              | ۹۸                    | ۲۰۱۶              |
| ۱۴۸  | کویت                      | ۶٬۶۰۸              |                       | ۲۰۱۰              |
| ۱۴۹  | تیمور شرقی                | ۶٬۰۴۰              |                       | ۲۰۰۵              |
| ۱۵۰  | کالدونیای جدید            | ۵٬۹۴۰              |                       | ۲۰۱۱              |
| ۱۵۱  | لسوتو                     | ۵٬۶۲۲              |                       | ۲۰۰۶              |
| ۱۵۲  | رواندا                    | ۴٬۷۰۰              |                       | ۲۰۱۲              |
| ۱۵۳  | کرانه باختری              | ۴٬۶۸۶              |                       | ۲۰۰۶              |
| ۱۵۴  | سورینام                   | ۴٬۳۰۴              |                       | ۲۰۰۳              |
| ۱۵۵  | هائیتی                    | ۴٬۲۶۶              |                       | ۲۰۰۹              |
| ۱۵۶  | بحرین                     | ۴٬۱۲۲              |                       | ۲۰۱۰              |
| ۱۵۷  | امارات متحده عربی         | ۴٬۰۸۰              | ۲۵۳                   | ۲۰۰۸              |
| ۱۵۸  | اریتره                    | ۴٬۰۱۰              |                       | ۲۰۰۰              |
| ۱۵۹  | گامبیا                    | ۳٬۷۴۰              |                       | ۲۰۱۱              |
| ۱۶۰  | اسواتینی                  | ۳٬۵۹۴              |                       | ۲۰۰۲              |
| ۱۶۱  | گینه بیسائو               | ۳٬۴۵۵              |                       | ۲۰۰۲              |
| ۱۶۲  | سنگاپور                   | ۳٬۴۴۰              |                       | ۲۰۱۱              |
| ۱۶۳  | مالت                      | ۳٬۴۲۵              | ۱۶۳                   | ۲۰۱۲              |
| ۱۶۴  | فیجی                      | ۳٬۰۹۶              |                       | ۲۰۰۸              |
| ۱۶۵  | برونئی                    | ۳٬۰۶۵              |                       | ۲۰۰۰              |
| ۱۶۶  | جیبوتی                    | ۳٬۰۲۹              |                       | ۲۰۱۰              |
| ۱۶۷  | لوکزامبورگ                | ۲٬۸۹۹              | ۱۵۲                   | ۲۰۱۱              |
| ۱۶۸  | گینه استوایی              | ۲٬۸۸۰              |                       | ۲۰۰۰              |
| ۱۶۹  | بلیز                      | ۲٬۸۷۰              |                       | ۲۰۱۱              |
| ۱۷۰  | باهاما                    | ۲٬۷۱۷              |                       | ۲۰۰۲              |
| ۱۷۱  | پلی‌نزی فرانسه             | ۲٬۵۹۰              |                       | ۲۰۰۰              |
| ۱۷۲  | ساموآ                     | ۲٬۳۳۷              |                       | ۲۰۰۱              |
| ۱۷۳  | موریس                     | ۲٬۱۴۹              |                       | ۲۰۱۲              |
| ۱۷۴  | هنگ کنگ                   | ۲٬۰۹۰              | ۲۳۲                   | ۲۰۰۸              |
| ۱۷۵  | جزایر مارشال              | ۲٬۰۲۸              |                       | ۲۰۰۷              |
| ۱۷۶  | باربادوس                  | ۱٬۶۰۰              |                       | ۲۰۱۱              |
| ۱۷۷  | دومینیکا                  | ۱٬۵۱۲              |                       | ۲۰۱۰              |
| ۱۷۸  | جزایر سلیمان              | ۱٬۳۹۰              |                       | ۲۰۱۱              |
| ۱۷۹  | کیپ ورد                   | ۱٬۳۵۰              |                       | ۲۰۱۳              |
| ۱۸۰  | جزایر ویرجین ایالات متحده | ۱٬۲۶۰              |                       | ۲۰۰۸              |
| ۱۸۱  | سنت لوسیا                 | ۱٬۲۱۰              |                       | ۲۰۱۱              |
| ۱۸۲  | آنتیگوآ و باربودا         | ۱٬۱۷۰              |                       | ۲۰۱۱              |
| ۱۸۳  | گرنادا                    | ۱٬۱۲۷              |                       | ۲۰۰۱              |
| ۱۸۴  | وانواتو                   | ۱٬۰۷۰              |                       | ۲۰۰۰              |
| ۱۸۵  | گوآم                      | ۱٬۰۴۵              |                       | ۲۰۰۸              |
| ۱۸۶  | کومور                     | ۸۸۰                |                       | ۲۰۰۲              |
| ۱۸۷  | سنت وینسنت و گرنادین‌ها    | ۸۲۹                |                       | ۲۰۰۳              |
| ۱۸۸  | جزایر کیمن                | ۷۸۵                |                       | ۲۰۰۷              |
| ۱۸۹  | تونگا                     | ۶۸۰                |                       | ۲۰۱۱              |
| ۱۹۰  | کیریباتی                  | ۶۷۰                |                       | ۲۰۱۱              |
| ۱۹۱  | جرزی                      | ۵۷۶                |                       | ۲۰۱۰              |
| ۱۹۲  | کوراسائو                  | ۵۵۰                |                       | ۲۰۰۰              |
| ۱۹۳  | جزایر ماریانای شمالی      | ۵۳۶                |                       | ۲۰۰۸              |
| ۱۹۴  | سیشل                      | ۵۰۸                |                       | ۲۰۱۰              |
| ۱۹۵  | جزیره من                  | ۵۰۰                |                       | ۲۰۰۸              |
| ۱۹۶  | جزایر فارو                | ۴۶۳                |                       | ۲۰۰۶              |
| ۱۹۷  | برمودا                    | ۴۴۷                |                       | ۲۰۱۰              |
| ۱۹۸  | جزایر فالکلند             | ۴۴۰                |                       | ۲۰۰۸              |
| ۱۹۹  | ماکائو                    | ۴۱۳                |                       | ۲۰۰۹              |
| ۲۰۰  | سنت کیتس و نویس           | ۳۸۳                |                       | ۲۰۰۲              |
| ۲۰۱  | لیختن‌اشتاین               | ۳۸۰                |                       | ۲۰۱۲              |
| ۲۰۲  | آندورا                    | ۳۲۰                |                       | ۲۰۰۸              |
| ۲۰۳  | سائوتومه و پرنسیپ         | ۳۲۰                |                       | ۲۰۰۰              |
| ۲۰۴  | جزایر کوک                 | ۳۲۰                |                       | ۲۰۰۳              |
| ۲۰۵  | سان مارینو                | ۲۹۲                |                       | ۲۰۰۶              |
| ۲۰۶  | ساموای آمریکا             | ۲۴۱                |                       | ۲۰۰۸              |
| ۲۰۷  | ایالات فدرال میکرونزی     | ۲۴۰                |                       | ۲۰۰۰              |
| ۲۰۸  | جزایر ویرجین انگلستان     | ۲۰۰                |                       | ۲۰۰۷              |
| ۲۰۹  | سینت هلینا                | ۱۹۸                |                       | ۲۰۰۲              |
| ۲۱۰  | آنگویلا                   | ۱۷۵                |                       | ۲۰۰۴              |
| ۲۱۱  | جزیره کریسمس              | ۱۴۰                |                       | ۲۰۱۱              |
| ۲۱۲  | جزایر تورکس و کایکوس      | ۱۲۱                |                       | ۲۰۰۳              |
| ۲۱۳  | نیووی                     | ۱۲۰                |                       | ۲۰۱۱              |
| ۲۱۴  | سنت پیر و ماژلان          | ۱۱۷                |                       | ۲۰۰۹              |
| ۲۱۵  | مالدیو                    | ۸۸                 |                       | ۲۰۱۳              |
| ۲۱۶  | جزیره نورفک               | ۸۰                 |                       | ۲۰۰۸              |
| ۲۱۷  | موناکو                    | ۷۷                 |                       | ۲۰۱۰              |
| ۲۱۸  | سنت مارتین                | ۵۳                 |                       | ۲۰۰۰              |
| ۲۱۹  | نائورو                    | ۳۰                 |                       | ۲۰۰۲              |
| ۲۲۰  | جبل طارق                  | ۲۹                 |                       | ۲۰۰۷              |
| ۲۲۱  | جزایر کوکوس               | ۲۲                 |                       | ۲۰۰۷              |
| ۲۲۲  | تووالو                    | ۸                  |                       | ۲۰۱۱              |